# Baron Barnard

## Informacje ogólne
- Baronowie Barnard przez pewien czas nosili inne tytuły:
  - wicehrabia Barnard (w latach 1754–1891)
  - hrabia Darlington (w latach 1754–1891)
  - markiz Cleveland (w latach 1827–1891)
  - książę Cleveland (w latach 1831–1891)
- Rodową siedzibą baronów Barnard jest Raby Castle niedaleko Staindrop w hrabstwie Durham.

Baronowie Barnard 1. kreacji (parostwo Anglii)
- 1698–1723: Christopher Vane, 1. baron Barnard
- 1723–1753: Gilbert Vane, 2. baron Barnard
- 1753–1758: Henry Vane, 1. hrabia Darlington i 3. baron Barnard
- 1758–1792: Henry Vane, 2. hrabia Darlington i 4. baron Barnard
- 1792–1842: William Henry Vane, 1. książę Cleveland i 5. baron Barnard
- 1842–1864: Henry Vane, 2. książę Cleveland i 6. baron Barnard
- 1864–1864: William John Frederick Vane, 3. książę Cleveland i 7. baron Barnard
- 1864–1891: Harry George Powlett, 4. książę Cleveland i 8. baron Barnard
- 1891–1918: Henry de Vere Vane, 9. baron Barnard
- 1918–1964: Christopher William Vane, 10. baron Barnard
- 1964 -: Harry John Neville Vane, 11. baron Barnard

Następca 11. barona Barnard: Henry Francis Cecil Vane
Następca Henry'ego Vane'a: William Henry Cecil Vane